# 안동 예안이씨 와룡파종택
안동 예안이씨 와룡파종택(安東禮安李氏 臥龍派宗宅)은 경상북도 안동시 와룡면 태리에 있는 한옥이다. 2013년 8월 19일 경상북도의 문화재자료 제608호로 지정되었다.

## 지정 사유
안동 예안이씨 와룡파종택은 경사가 급한 대지를 잘 활용한 건축적 수법이 뛰어난 건물이다. 건축년대는 미상이나 전체적인 평면구성이나 건축수법 및 형태를 봤을 때 18세기 이전의 것으로 볼 수 있을 것으로 보인다. 다락이 발달한 것이나 용도와 기능에 따라 구획한 사랑방과 건너방의 간살잡이는 눈여겨 볼만한 부분이다. 건축적인 가치나 종택이라는 점을 고려한다면 문화재적 가치는 충분하다. 민속문화재로 신청하였지만, 오헌정을 제외한 종택을 문화재자료로 지정하여 보존하는 것이 적절하다고 판단되어 문화재자료로 지정한다.

## 참고 자료
- 안동 예안이씨 와룡파종택 - 국가유산청 국가유산포털